# Лопиталово правило
У математичкој анализи, Лопиталово правило омогућава налажење извесних граничних вредности са „неодређеним облицима“ помоћу извода. Примена (или узастопна примена) Лопиталовог правила може претворити неодређене облике у одређене облике, омогућавајући лако рачунање лимеса. Правило је добило име по 17. вековном француском математичару Гијому де Лопиталу, који је објавио правило у својој књизи Analyse des infiniment petits pour l'intelligence des lignes courbes (дословно: Анализа бесконачно малог како би се разумеле криве, 1696) што је прва књига о диференцијалној анализи.
Верује се да је правило дело Јохана Бернулија, пошто је Лопитал, који је био племић плаћао Бернулију 300 франака годишње, да га обавештава о открићима на пољу анализе, и да му помогне у решавању проблема. Међу овим проблемима је био лимес неодређених облика. Када је Лопитал објавио књигу, дао је заслуге Бернулију, и не желећи да преузме заслуге за било шта у књизи, рад је објавио анонимно. Бернули, који је био врло љубоморан, је тврдио да је он стваралац целокупног дела, и до скора се веровало да је тако. Па ипак, правило је названо по Лопиталу, који никад није ни тврдио да га је измислио.

## Преглед

### Увод
У простим случајевима, Лопиталово правило гласи да за функције f(x) и g(x), ако {\displaystyle \lim _{x\to c}f(x)=\lim _{x\to c}g(x)=0} или {\displaystyle \lim _{x\to c}f(x)=\lim _{x\to c}g(x)=\infty }, тада:
{\displaystyle \lim _{x\to c}{\frac {f(x)}{g(x)}}=\lim _{x\to c}{\frac {f'(x)}{g'(x)}}}
где прим (') означава извод.
Међу осталим условима, да би ово правило важило, мора да постоји лимес {\displaystyle \lim _{x\to c}{\frac {f'(x)}{g'(x)}}}. Остали услови су детаљније изложени доле, у формалном исказу.

### Формални исказ
Лопиталово правило се, у основном облику, односи на граничне вредности разломка {\displaystyle f(x)/g(x)\ } када се и f и g ближе 0, или се и f и g ближе бесконачности. Лопиталово правило тврди да ту граничну вредност можемо наћи рачунајући лимес разломка {\displaystyle f'/g'\ }, али наравно само ако овај потоњи постоји, и уз услов да је ′ различито од нуле у неком интервалу који садржи тачку која се посматра. Ова диференцијација може поједноставити разломак или га претворити у одређени облик, што олакшава налажење лимеса.

Лопиталово правило.
Нека је {\displaystyle \mathbb {R} ^{*}=\mathbb {R} \cup \{\pm \infty \}}. Нека је {\displaystyle c\in \mathbb {R} ^{*}} и нека су f и g две функције диференцијабилне на неком отвореном интервалу (a, b) који садржи c (дакле са {\displaystyle b=\infty } ако {\displaystyle c=\infty } или са {\displaystyle a=-\infty } ако {\displaystyle c=-\infty }), изузев, могућно, у самој тачки c, и такве да је
{\displaystyle \lim _{x\to c}{f(x)}=\lim _{x\to c}g(x)=0}  или  {\displaystyle \lim _{x\to c}{|f(x)|}=\lim _{x\to c}{|g(x)|}=+\infty }
и да је {\displaystyle g'(x)\neq 0} за свако {\displaystyle x\in (a,b)}, {\displaystyle x\neq c}.
Тада, ако постоји гранична вредност
{\displaystyle \lim _{x\to c}{f'(x) \over g'(x)}=A},  {\displaystyle A\in \mathbb {R} ^{*}}
онда је и
{\displaystyle \lim _{x\to c}{f(x) \over g(x)}=A.}
Лопиталово правило важи и за једностране лимесе.
Основни неодређени облици на које се Лопиталово правило односи су:
{\displaystyle {0 \over 0}\qquad {\infty  \over \infty }}
Остали неодређени облици, који се сви могу свести на основне (види примере) су
{\displaystyle {\infty \qquad 0\cdot \infty \qquad 0^{0}\qquad \infty -\infty \qquad }}

#### Важност услова теореме
Важно је имати у виду услов да је неопходно да лимес {\displaystyle \lim _{x\to c}{\frac {f'(x)}{g'(x)}}} постоји. Диференцијација бројиоца и имениоца неодређених облика може ове облике да доведе до лимеса који не постоје. У тим случајевима, Лопиталово правило се не може примењивати и оставља питање постојања и вредности евентуалне граничне вредности потпуно отвореним. На пример, ако {\displaystyle f(x)=x+\sin(x)} и {\displaystyle g(x)=x}, онда
{\displaystyle \lim _{x\to \infty }{\frac {f'(x)}{g'(x)}}=\lim _{x\to \infty }(1+\cos(x))}
не постоји, док је
{\displaystyle \lim _{x\to \infty }{\frac {f(x)}{g(x)}}=1.}
У пракси се правило често користи, и ако лимес постоји, доноси се закључак да је примена Лопиталовог правила била легитимна.
Такође постоји услов да извод од g не нестане кроз цео интервал који садржи тачку c. Без такве хипотезе, закључак је погрешан. Стога се Лопиталово правило не може користити, рецимо, ни у случајевима где први извод имениоца изразито осцилује (мењајући притом знак) близу тачке где се тражи лимес. На пример ако {\displaystyle f(x)=x+\cos(x)\sin(x)} и {\displaystyle g(x)=e^{\sin(x)}(x+\cos(x)\sin(x))}, тада
| {\displaystyle \lim _{x\to \infty }{\frac {f'(x)}{g'(x)}}} | {\displaystyle =\lim _{x\to \infty }{\frac {2\cos ^{2}{x}}{e^{\sin(x)}\cos(x)(x+\sin(x)\cos(x)+2\cos(x))}}} |
|                                                            | {\displaystyle =\lim _{x\to \infty }{\frac {2\cos(x)}{e^{\sin(x)}(x+\sin(x)\cos(x)+2\cos(x))}}=0}           |
док
{\displaystyle \lim _{x\to \infty }{\frac {f(x)}{g(x)}}=\lim _{x\to \infty }{\frac {1}{e^{\sin(x)}}}}
не постоји, јер {\displaystyle {\frac {1}{e^{\sin(x)}}}} флуктуира између e−1 и e.
Јасно, Лопиталово правило се не може примењивати за налажење неодређених граничних вредности код којих нису и бројилац и именилац диференцијабилне функције.

## Примери
- Следи пример који се тиче sinc функције, која има облик 0/0 :

| {\displaystyle \lim _{x\to 0}\mathrm {sinc} (x)\,} | {\displaystyle =\lim _{x\to 0}{\frac {\sin \pi x}{\pi x}}\,} | {\displaystyle =\lim _{x\to 0}{\frac {\sin x}{x}}\,}                  |
|                                                    |                                                              | {\displaystyle =\lim _{x\to 0}{\frac {\cos x}{1}}={\frac {1}{1}}=1\,} |
Овај лимес се заправо може видети као дефиниција извода од sin(x) у x = 0. Заправо, он је неопходан у најчешћем доказу да је извод од sin(x) једнак cos(x), али се у том доказу не може користити Лопиталово правило, јер би тако дошло до кружног аргумента. Види #Логичка циркуларност доле.
- Следи детаљнији пример који укључује неодређени облик 0/0. Једнократна примена правила за резултат опет има неодређени облик. У овом случају, лимес се може добити троструком применом Лопиталовог правила:

| {\displaystyle \lim _{x\to 0}{2\sin x-\sin 2x \over x-\sin x}} | {\displaystyle =\lim _{x\to 0}{2\cos x-2\cos 2x \over 1-\cos x}} |
|                                                                | {\displaystyle =\lim _{x\to 0}{-2\sin x+4\sin 2x \over \sin x}}  |
|                                                                | {\displaystyle =\lim _{x\to 0}{-2\cos x+8\cos 2x \over \cos x}}  |
|                                                                | {\displaystyle ={-2\cos 0+8\cos 0 \over \cos 0}}                 |
|                                                                | {\displaystyle =6\,}                                             |
- Следи још један случај са 0/0:

{\displaystyle \lim _{x\to 0}{e^{x}-1-x \over x^{2}}=\lim _{x\to 0}{e^{x}-1 \over 2x}=\lim _{x\to 0}{e^{x} \over 2}={1 \over 2}}
- Овде је случај ∞/∞:

{\displaystyle \lim _{x\to \infty }{\frac {\sqrt {x}}{\ln(x)}}=\lim _{x\to \infty }{\frac {\ 1/(2{\sqrt {x}}\,)\ }{1/x}}=\lim _{x\to \infty }{\frac {\sqrt {x}}{2}}=\infty }
- Овај се тиче ∞/∞. Нека је n природан број.

{\displaystyle \lim _{x\to \infty }x^{n}e^{-x}=\lim _{x\to \infty }{x^{n} \over e^{x}}=\lim _{x\to \infty }{nx^{n-1} \over e^{x}}=n\lim _{x\to \infty }{x^{n-1} \over e^{x}}}
Понављати горње све док експонент не постане 0. Тада се добије да је лимес 0. Ова гранична вредност нам говори да све степене функције расту (дивергирају бесконачности) спорије од експоненцијалне.
- Овај пример се такође тиче ∞/∞:

{\displaystyle \lim _{x\to 0+}x\ln x=\lim _{x\to 0+}{\ln x \over 1/x}=\lim _{x\to 0+}{1/x \over -1/x^{2}}=\lim _{x\to 0+}-x=0}
- Претходни резултат се може користити код неодређеног облика {\displaystyle 0^{0}}: Како би израчунали {\displaystyle \lim _{x\to 0+}x^{x}}, записујемо {\displaystyle x^{x}} као {\displaystyle e^{x\ln x}} и добијамо

{\displaystyle \lim _{x\to 0+}x^{x}=e^{\lim _{x\to 0+}(x\ln x)}=e^{0}=1.}
- Ово је импулсни одговор издигнуто-косинусног филтера у електроници:

| {\displaystyle \lim _{t\to 0}\,\mathrm {sinc} (f_{0}t)\cdot {\frac {\cos \left(\pi \alpha f_{0}t\right)}{\left[1-\left(2\alpha f_{0}t\right)^{2}\right]}}} | {\displaystyle =\left\{\lim _{t\to 0}\,\mathrm {sinc} (f_{0}t)\right\}\cdot \left.{\frac {\cos \left(\pi \alpha f_{0}t\right)}{\left[1-\left(2\alpha f_{0}t\right)^{2}\right]}}\,\right\|_{t=0}} |
| | {\displaystyle =1\cdot 1=1} |
| {\displaystyle \lim _{t\to {\frac {1}{2\alpha f_{0}}}}\mathrm {sinc} (f_{0}t)\cdot {\frac {\cos \left(\pi \alpha f_{0}t\right)}{\left[1-\left(2\alpha f_{0}t\right)^{2}\right]}}} | {\displaystyle =\mathrm {sinc} \left({\frac {1}{2\alpha }}\right)\cdot \lim _{t\to {\frac {1}{2\alpha f_{0}}}}{\frac {\cos \left(\pi \alpha f_{0}t\right)}{\left[1-\left(2\alpha f_{0}t\right)^{2}\right]}}} |
| | {\displaystyle =\mathrm {sinc} \left({\frac {1}{2\alpha }}\right)\cdot \left({\frac {-\pi /2}{-2}}\right)}                                                                                                   |
| | {\displaystyle =\sin \left({\frac {\pi }{2\alpha }}\right)\cdot {\frac {\alpha }{2}}} |

## Докази Лопиталовог правила
Најчешћи доказ Лопиталовог правила користи Кошијеву теорему о средњој вредности. Потребно је засебно размотрити четири случаја, већ према томе да ли је {\displaystyle c\in {\mathbb {R} }} или {\displaystyle c\in \{\pm \infty \}} те да ли је {\displaystyle A\in {\mathbb {R} }} или {\displaystyle A\in \{\pm \infty \}}. Ова разматрања се разликују у детаљима али прате сличне основне идеје; овде су обрађени случајеви када је c коначно.

### Код неодређеног облика 0 са 0
Нека {\displaystyle f(x)\to 0,g(x)\to 0}. Ако предефинишемо функције f и g у тачки c тако да је {\displaystyle f(c)=g(c)=0}, оне ће бити непрекидне на затвореном интервалу  и диференцијабилне на (c, b). Ово не мења лимес, јер лимес (по дефиницији) не зависи од вредности у датој тачки.
Овако предефинисане функције f и g задовољавају услове Кошијеве теореме о средњој вредности, према којој постоји тачка {\displaystyle \xi } у {\displaystyle c<\xi <c+h} таква да:
{\displaystyle {\frac {f'(\xi )}{g'(\xi )}}={\frac {f(c+h)-f(c)}{g(c+h)-g(c)}}}
Како {\displaystyle f(c)=g(c)=0},
{\displaystyle {\frac {f'(\xi )}{g'(\xi )}}={\frac {f(c+h)}{g(c+h)}}}
Када {\displaystyle h\to 0}, имамо {\displaystyle \xi \to c} и стога
{\displaystyle \lim _{x\to c}{\frac {f'(x)}{g'(x)}}=\lim _{\xi \to c}{\frac {f'(\xi )}{g'(\xi )}}=\lim _{h\to 0}{\frac {f(c+h)}{g(c+h)}}=\lim _{x\to c}{\frac {f(x)}{g(x)}}}

### Код неодређеног облика бесконачно са бесконачно
Случај када је {\displaystyle |g(x)|\to +\infty } се разматра слично. Нека је {\displaystyle c<x<y=x+h}. Тада, према Кошијевој теореми о средњој вредности, постоји {\displaystyle x<\xi <y} такво да је
{\displaystyle {\frac {f'(\xi )}{g'(\xi )}}={\frac {f(x)-f(y)}{g(x)-g(y)}}}
Записујемо ово у облику
{\displaystyle {\frac {f(x)}{g(x)}}={\frac {f(y)}{g(x)}}+\left[1-{\frac {g(y)}{g(x)}}\right]{\frac {f'(\xi )}{g'(\xi )}}}
а затим показујемо да вредности f(x)/g(x) теже ка A пуштајући лимес када {\displaystyle x\to c} и {\displaystyle h\to 0}. Наиме, ако је  фиксирано али притом подесно мало, када {\displaystyle x\to c} биће {\displaystyle f(y)/g(x)\to 0} и {\displaystyle g(y)/g(x)\to 0}, као и {\displaystyle c<\xi <c+h+\epsilon } и стога {\displaystyle f'(\xi )/g'(\xi )} по жељи блиско A. Пуштајући потом лимес када {\displaystyle h\to 0} следи {\displaystyle f(x)/g(x)\to A}. Ово резоновање се најлакше може формализовати коришћењем горњег и доњег лимеса.

## Остале примене
Многи други неодређени облици, попут {\displaystyle 1^{\infty }}, {\displaystyle \infty ^{0}}, и {\displaystyle \infty -\infty } могу бити израчунати помоћу Лопиталовог правила.
На пример, у случају {\displaystyle \infty -\infty }, разлика две функције се претвара у разломак:
{\displaystyle \lim _{x\to \infty }x-{\sqrt {x^{2}-x}}=\lim _{x\to \infty }{\frac {\left(x+{\sqrt {x^{2}-x}}\right)\left(x-{\sqrt {x^{2}-x}}\right)}{x+{\sqrt {x^{2}-x}}}}\quad }
{\displaystyle =\lim _{x\to \infty }{\frac {x^{2}-(x^{2}-x)}{x+{\sqrt {x^{2}-x}}}}\quad }
{\displaystyle =\lim _{x\to \infty }{\frac {x}{x+{\sqrt {x^{2}-x}}}}\quad }
{\displaystyle =\lim _{x\to \infty }{\frac {1}{1+{\frac {2x-1}{2{\sqrt {x^{2}-x}}}}}}\quad }
{\displaystyle =\lim _{x\to \infty }{\frac {1}{1+{\frac {x+x-1}{2{\sqrt {x(x-1)}}}}}}\quad }
{\displaystyle =\lim _{x\to \infty }{\frac {1}{1+{\frac {\sqrt {x}}{2{\sqrt {x-1}}}}+{\frac {\sqrt {x-1}}{2{\sqrt {x}}}}}}\quad }
{\displaystyle =\lim _{x\to \infty }{\frac {1}{1+{\frac {\frac {1}{2{\sqrt {x}}}}{2{\frac {1}{2{\sqrt {x-1}}}}}}+{\frac {\sqrt {x-1}}{2{\sqrt {x}}}}}}\quad }
{\displaystyle =\lim _{x\to \infty }{\frac {1}{1+{\frac {\sqrt {x-1}}{\sqrt {x}}}}}\quad }
{\displaystyle =\lim _{x\to \infty }{\frac {1}{1+{\sqrt {1-{\frac {1}{x}}}}}}\quad }
{\displaystyle ={\frac {1}{1+1}}={\frac {1}{2}}\quad }
Правило се може користити и на неодређеним облицима који укључују експоненте, коришћењем логаритама да се „спусти експонент“.

## Друге методе рачунања лимеса
Мада је Лопиталово правило моћно оруђе за рачунање иначе тешко израчунљивих лимеса, оно није увек најлакши начин. Неке лимесе је лакше рачунати коришћењем развоја у Тејлорове редове.
На пример,
{\displaystyle \lim _{|x|\to \infty }x\sin {1 \over x}=\lim _{|x|\to \infty }x\left({1 \over x}-{1 \over x^{3}\cdot 3!}+{1 \over x^{5}\cdot 5!}-\cdots \right)\;}
{\displaystyle =\lim _{|x|\to \infty }1-{1 \over x^{2}\cdot 3!}+{1 \over x^{4}\cdot 5!}-\cdots \;=\;1\quad }
Да употребимо Лопиталово правило, граничну вредност овог разломка можемо записати као:
{\displaystyle \lim _{|x|\to \infty }\ {\sin {1 \over x} \over {1 \over x}}},
те применом Лопиталовог правила, добијамо:
{\displaystyle L=\lim _{|x|\to \infty }\ {{\cos {1 \over x}\cdot {-1 \over x^{2}}} \over {-1 \over x^{2}}}}
{\displaystyle =\lim _{|x|\to \infty }{\cos {1 \over x}}\cdot {-1 \over x^{2}}\cdot {x^{2} \over -1}}
{\displaystyle =\cos {1 \over \infty }=\cos {\ 0}=1}

## Логичка циркуларност
У неким случајевима, коришћење Лопиталовог правила може да доведе до кружног закључивања, при рачунању лимеса као што су
{\displaystyle \lim _{h\to 0}{(x+h)^{n}-x^{n} \over h}.}
Ако се израчуната вредност горњег лимеса користи у сврху доказивања да
{\displaystyle {d \over dx}x^{n}=nx^{n-1}\,},
а Лопиталово правило и чињеница да
{\displaystyle {d \over dx}x^{n}=nx^{n-1}\,}
у израчунавању лимеса, аргумент користи очекивани резултат да докаже самог себе, и стога је погрешан (чак иако се испостави да је закључак доказа ипак тачан).